# Nell Irvin Painter

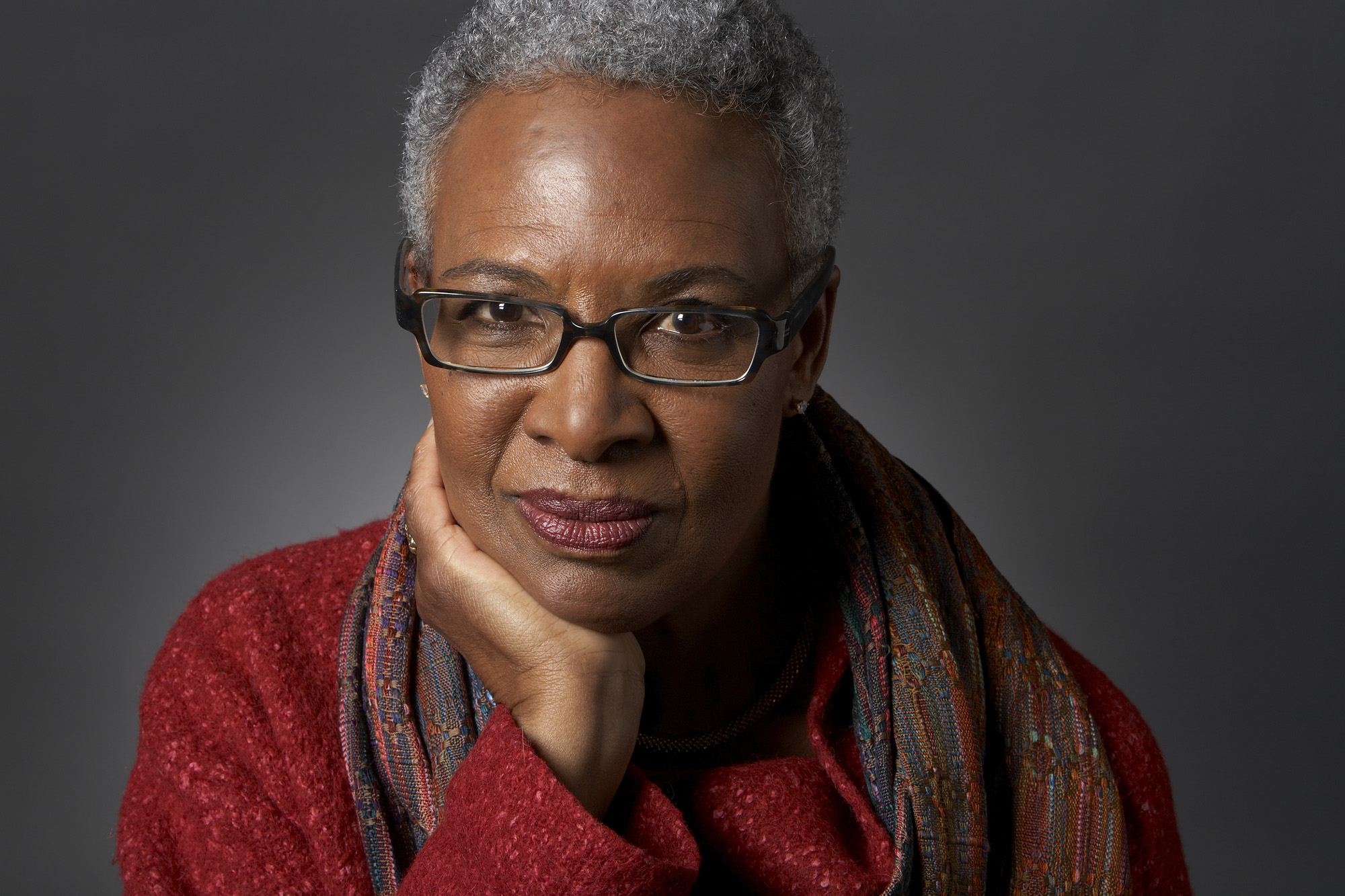
Nell Irvin Painter (2009)

Nell Irvin Painter (* 2. August 1942 in Houston, Texas) ist eine US-amerikanische Historikerin, Malerin und Hochschullehrerin, die insbesondere durch ihre Fachbücher zur Geschichte der Afroamerikaner bekannt wurde.

## Leben
Die Tochter eines Chemikers studierte zunächst Anthropologie an der University of California, Berkeley und schloss dieses Studium 1964 mit einem Bachelor of Arts (B.A. Anthropology) ab. Ein anschließendes postgraduales Studium zur Geschichte Afrikas an der University of California, Los Angeles (UCLA) beendete sie 1967 mit einem Master of Arts ( M.A. African History). Schließlich erwarb sie 1974 einen Philosophiae Doctor (Ph.D.) im Fach Amerikanische Geschichte an der Harvard University.
Im Anschluss wurde sie 1974 zur Professorin für Geschichte an die University of Pennsylvania berufen. 1980 nahm sie den Ruf auf eine Professur für Geschichte an der University of North Carolina at Chapel Hill (UNC) an und lehrte dort bis 1988. Während dieser Zeit erhielt sie 1982 auch ein Guggenheim-Stipendium.
1988 folgte sie einem Ruf als Professorin für Geschichte an der Princeton University, an der sie schließlich 1991 als Professorin den Lehrstuhl für Amerikanische Geschichte übernahm und dort bis zu ihrer Emeritierung 2004 lehrte. Zugleich war sie von 1997 bis 2000 auch Direktorin des Programms für Afroamerikanische Studien an der Princeton University.
Daneben engagierte sich Nell Painter in zahlreichen historischen Institutionen und war unter anderem 2007 Präsidentin der Southern Historical Association sowie von 2007 bis 2008 Präsidentin der Organization of American Historians. Daneben ist sie Mitglied der American Academy of Political and Social Science, American Antiquarian Society, American Council of Learned Societies, American Historical Association, American Studies Association, Society of American Historians, Social Science Research Councilsowie der Association of Black Women Historians. Zudem ist sie seit 2007 Mitglied der American Academy of Arts and Sciences.
Nell Painter, die Mitglied der Demokratischen Partei ist, unterstützte auch die Präsidentschaftskandidaturen von Bill Bradley (1988) sowie von Barack Obama im Jahr 2008.
Darüber hinaus widmet sie sich in den letzten Jahren vermehrt der Malerei und schuf zahlreiche Gemälde wie die Serie Plantains oder Self Portrait (2010).

## Veröffentlichungen
Neben ihrer Lehrtätigkeit verfasste sie zahlreiche Fachbücher, die sich mit der Geschichte der Afroamerikaner sowie mit historischen Persönlichkeiten der afroamerikanischen Bewegung wie Sojourner Truth oder dem Abolitionisten David Walker. Zu ihren bekanntesten Veröffentlichungen gehören:
- Exodusters: Black Migration to Kansas After Reconstruction (1976)
- The Narrative of Hosea Hudson: His Life as a Negro Communist in the South (1979)
- Standing at Armageddon: The United States, 1877–1919 (1987)
- Sojourner Truth: A Life, A Symbol (1996)
- Southern History Across the Color Line (2002)
- Creating Black Americans: African American History and Its Meanings, 1619 to the Present (2005)
- The History of White People (2010)